# 粟生駅
粟生駅（あおえき）は、兵庫県小野市粟生町にある、西日本旅客鉄道（JR西日本）・神戸電鉄・北条鉄道の駅である

## 概要
JR西日本の加古川線、北条鉄道の北条線、神戸電鉄の粟生線が乗り入れている。このうち北条線は当駅が起点、粟生線は当駅が終点である。3社の共同使用駅であり、加古川駅が管理する無人駅である。神戸電鉄では最西端の駅である。
神戸電鉄の駅にはKB59の駅番号が設定されている。
PiTaPa・ICOCA等の全国相互利用対応交通系ICカードはJR西日本加古川線・神戸電鉄粟生線で使用できる。

## 歴史
- 1913年（大正2年）8月10日[1]：播州鉄道 国包駅（現・厄神駅） - 西脇駅間の開通と同時に開業[8]。旅客・貨物の取り扱いを開始[8]。
- 1915年（大正4年）3月3日[9]：播州鉄道 当駅 - 北条町駅間が開通[10]。
- 1923年（大正12年）12月21日：播丹鉄道の駅となる[11]。
- 1943年（昭和18年）6月1日：播丹鉄道の国有化により鉄道省加古川線・北条線の駅となる[12]。
- 1952年（昭和27年）4月10日：神戸電気鉄道（現:神戸電鉄）粟生線が当駅まで全通[2]。
- 1971年（昭和46年）3月4日：神戸電気鉄道で無人の回送電車が電鉄小野駅から当駅まで暴走、発車待ちの電車と衝突[13]。
- 1974年（昭和49年）10月1日：貨物の取り扱いを廃止[8]。
- 1985年（昭和60年）
  - 3月14日：荷物扱い廃止[8]。
  - 4月1日：国鉄北条線が北条鉄道に転換[14][15]。
- 1987年（昭和62年）4月1日：国鉄分割民営化により、国鉄の駅は西日本旅客鉄道（JR西日本）の駅となる[8]。
- 1990年（平成2年）6月1日：加古川鉄道部発足により、加古川線の駅はその管轄となる。
- 2009年（平成21年）
  - 7月1日：加古川鉄道部廃止に伴い神戸支社直轄へ変更され、加古川線の駅は加古川駅の被管理駅となる[16]。
  - 10月：新駅舎供用開始[1][17]。
- 2016年（平成28年）3月26日：JR西日本でICカード「ICOCA」の利用が可能となる[18]。ICカード専用簡易改札機で対応。
- 2022年（令和4年）
  - 3月11日：きっぷうりばの営業を終了。
  - 4月1日：無人化。

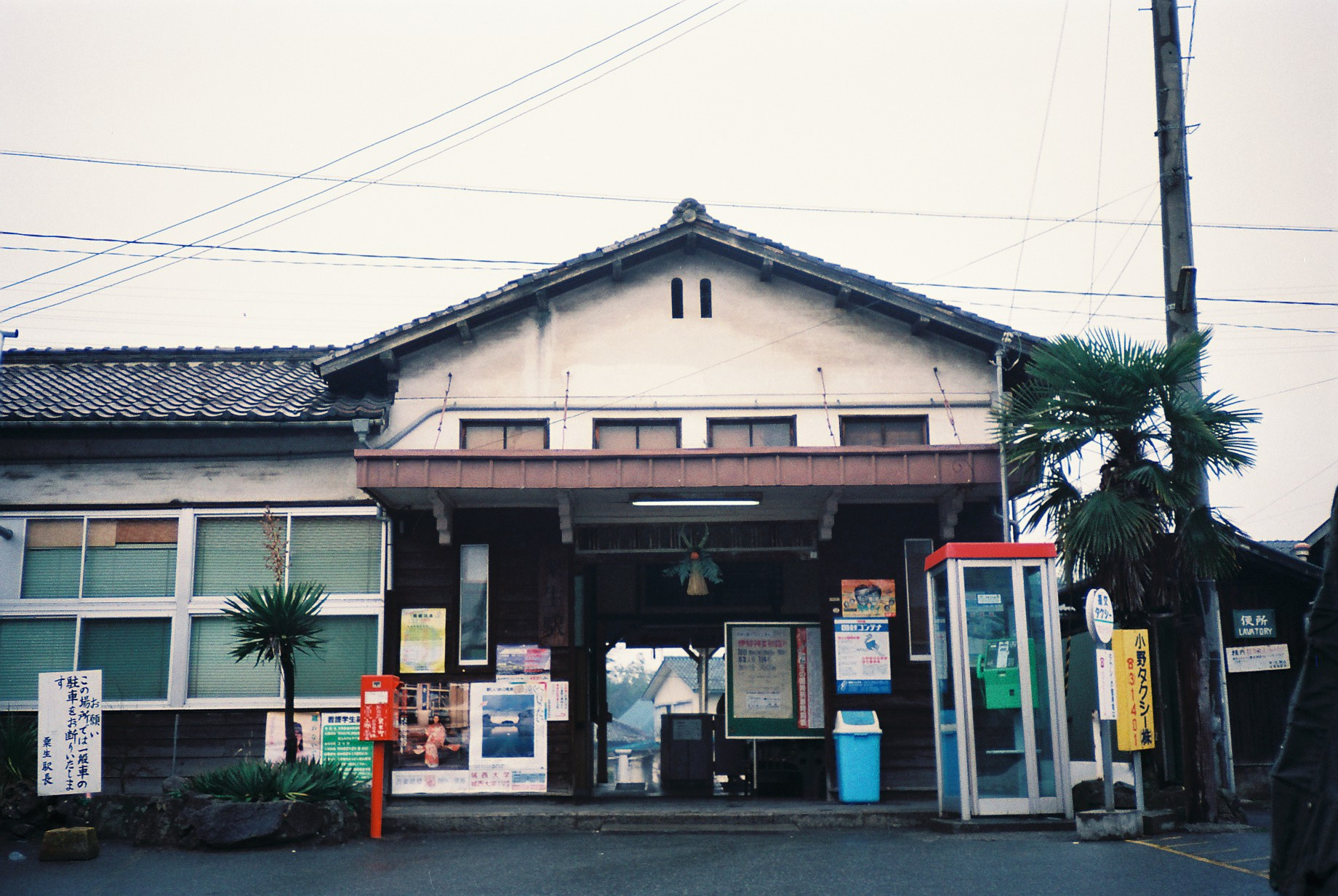
旧駅舎（1986年12月）

## 駅構造

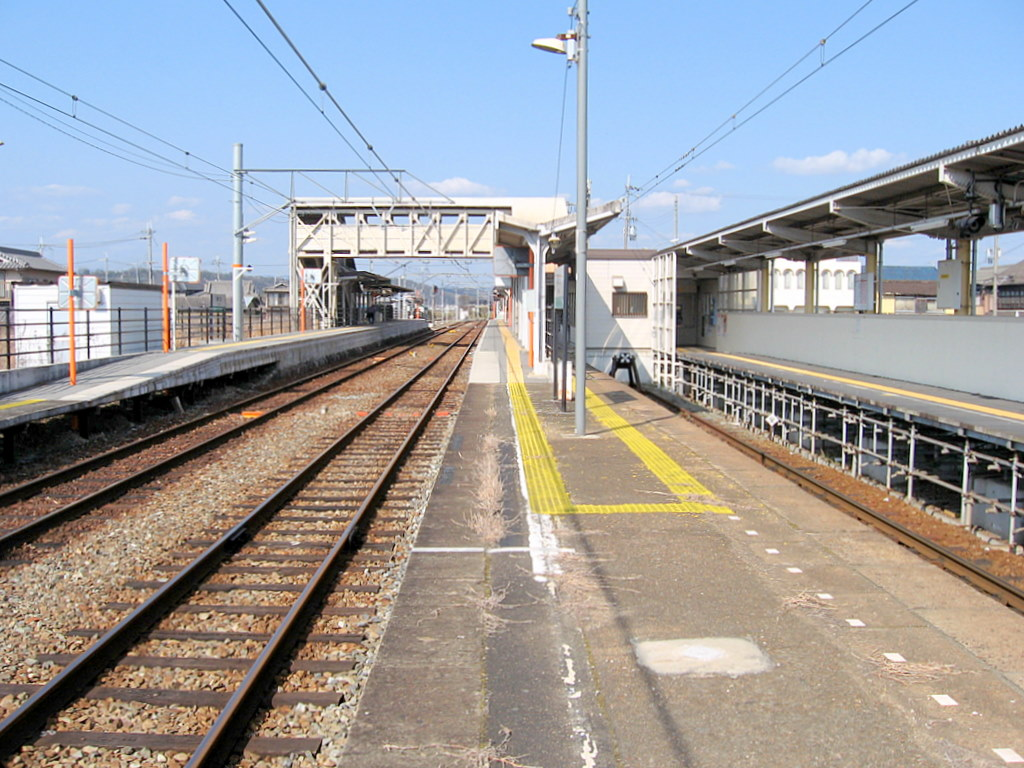
ホーム全景（2007年2月）
西脇市方を望む。跨線橋の奥左側に3番線（北条鉄道）、左側ホームの右に面して1番線（JR加古川線西脇市方面）、中央ホームの左に面して2番線（JR加古川線加古川方面）、右側単式ホームが4番線（神戸電鉄）

駅舎は東側にあり、2009年（平成21年）に改築された。改築直後から飲食店「シルキーウェイあわの里」を併設していたが、2013年に閉店。2022年8月には跡地に「けやき焙煎所」がオープンした。
頭端式・単式・島式3面4線のホームを有する地上駅になっている。頭端式ホーム（4番線）が神戸電鉄粟生線、駅舎のある単式ホーム（2番線）と島式ホーム駅舎側（1番線）がJR加古川線、その反対側（3番線）が北条鉄道北条線となっている。ホーム間の連絡は跨線橋で行う。
神戸電鉄のホームには、JRの駅舎から入り、中間改札を通ることになる。実際には本来の駅舎内ではなくここに神戸電鉄用の出札口がある。元は2番線と同じホームの向かい側から乗降していたが、1999年（平成11年）10月1日からスルッとKANSAIが導入されるのに伴い改札を分離する必要が生じた事から、反対側に単式ホームを設けてこの形になったものである。神戸電鉄の駅舎には、沿線光ネットワークに接続された駅務遠隔システムが導入されており、志染駅のセンター駅から自動券売機・自動改札機・自動精算機・TVカメラ・インターホン・シャッターが遠隔操作され、駅員巡回駅となっている。なお、2番線と同じホームの向かい側から乗降していた時代は電車とホームの間に段差があったが、現在のホームになってからは段差がなくなった。
北条鉄道のホームには中間改札はなく、乗車券は駅で発売されていないため、降車時に車内で運賃を支払う。北条線の線路は国鉄時代には加古川線とつながり、直通列車も運行されていたが、第三セクター化により線路も分断されて加古川側に車止めが置かれている。
JR駅舎入り口には、簡易的な発車標が設置されていたが、無人化とともに廃止された。

### のりば
駅本屋側から近い順に表記する。
| ホーム | 路線                 | 方向                 | 行先                 | 備考                          |
| ------ | -------------------- | -------------------- | -------------------- | ----------------------------- |
| 4      | 神戸電鉄粟生線       |                      | 新開地方面           |                               |
| -      | （神戸電鉄旧ホーム） | （神戸電鉄旧ホーム） | （神戸電鉄旧ホーム） | （不使用）                    |
| 2      | 加古川線             | 上り                 | 厄神・加古川方面     | 折り返し列車の一部は1番のりば |
| 1      | 加古川線             | 下り                 | 西脇市・谷川方面     |                               |
| 3      | 北条鉄道北条線       |                      | 法華口・北条町方面   |                               |

付記事項
- 当駅始発の加古川方面行きの列車は原則として2番のりばから発車する。ただし、6時台の当駅始発は到着時に反対列車との行き違いを伴うため、1番のりばからの発車である。
- かつては、駅舎側のホームが1番線（JR加古川線上り、加古川方面）で、島式ホームが2番線（JR加古川線下り、西脇市方面）であったが、電化工事に伴って現在の形に番線変更がなされた。

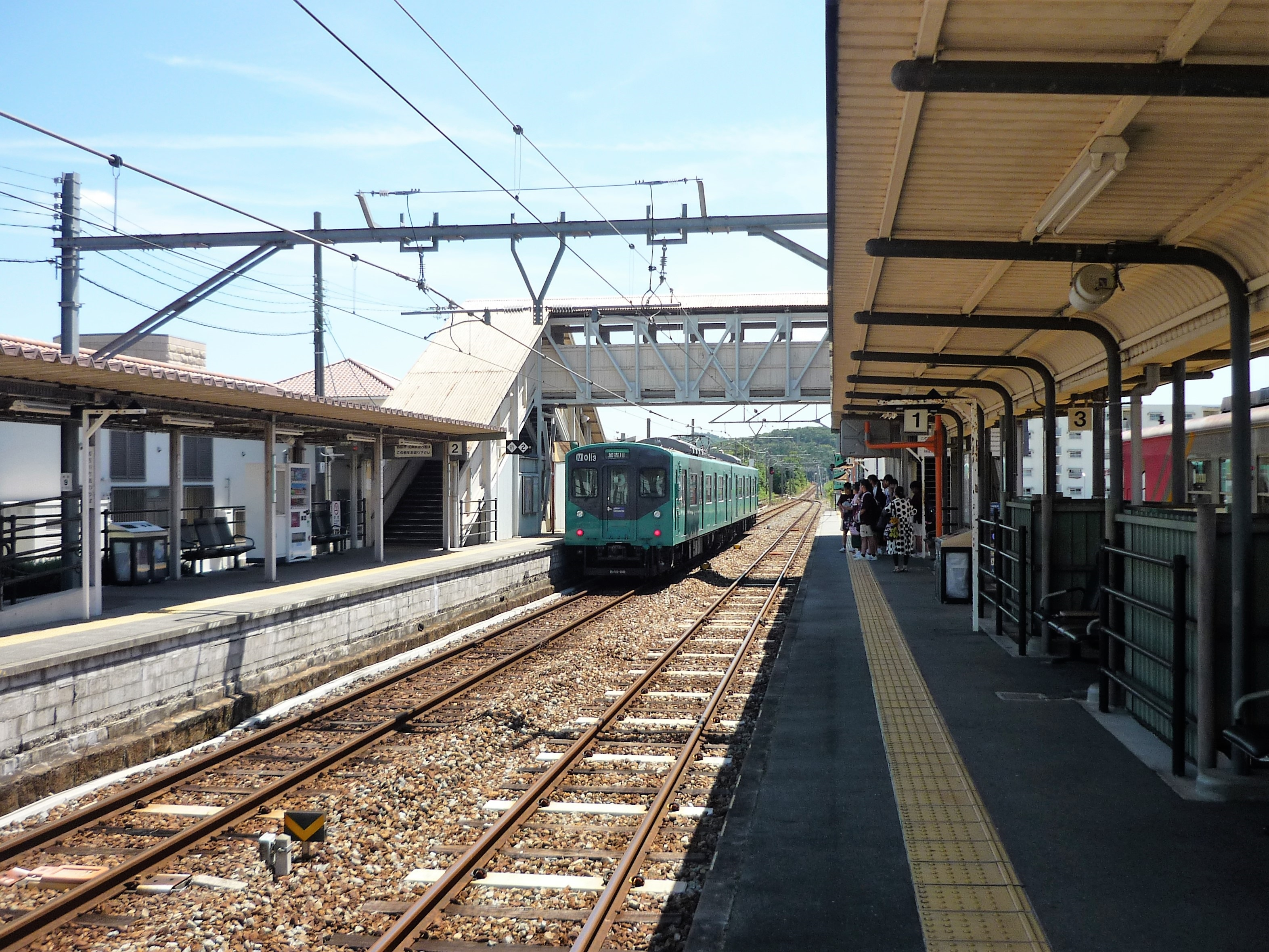
JRホーム 加古川方を望む。左側が2番線、右側が1番線
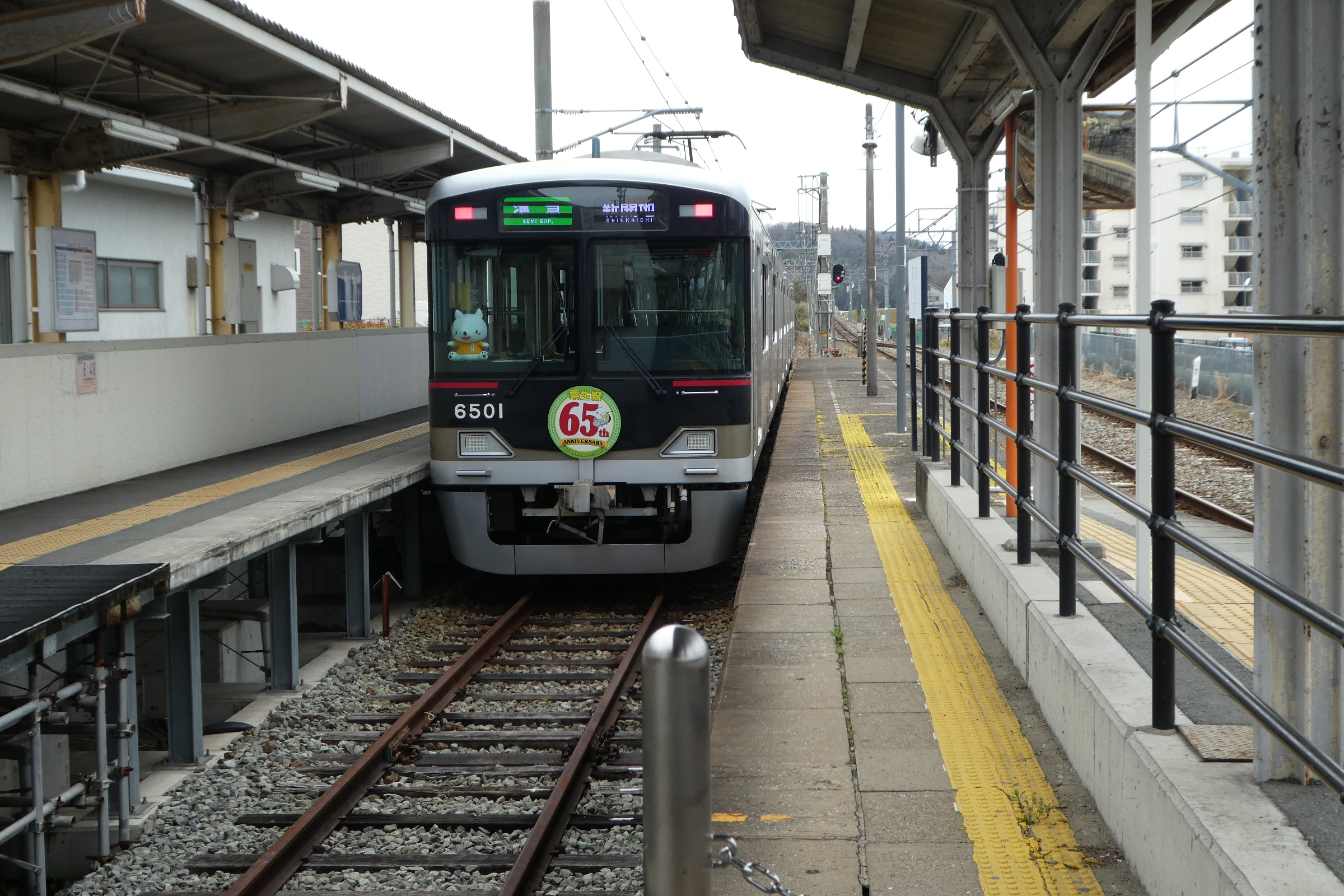
神戸電鉄ホーム 現在は左側の4番ホームから乗降扱いを行っており、右側は使用していない。
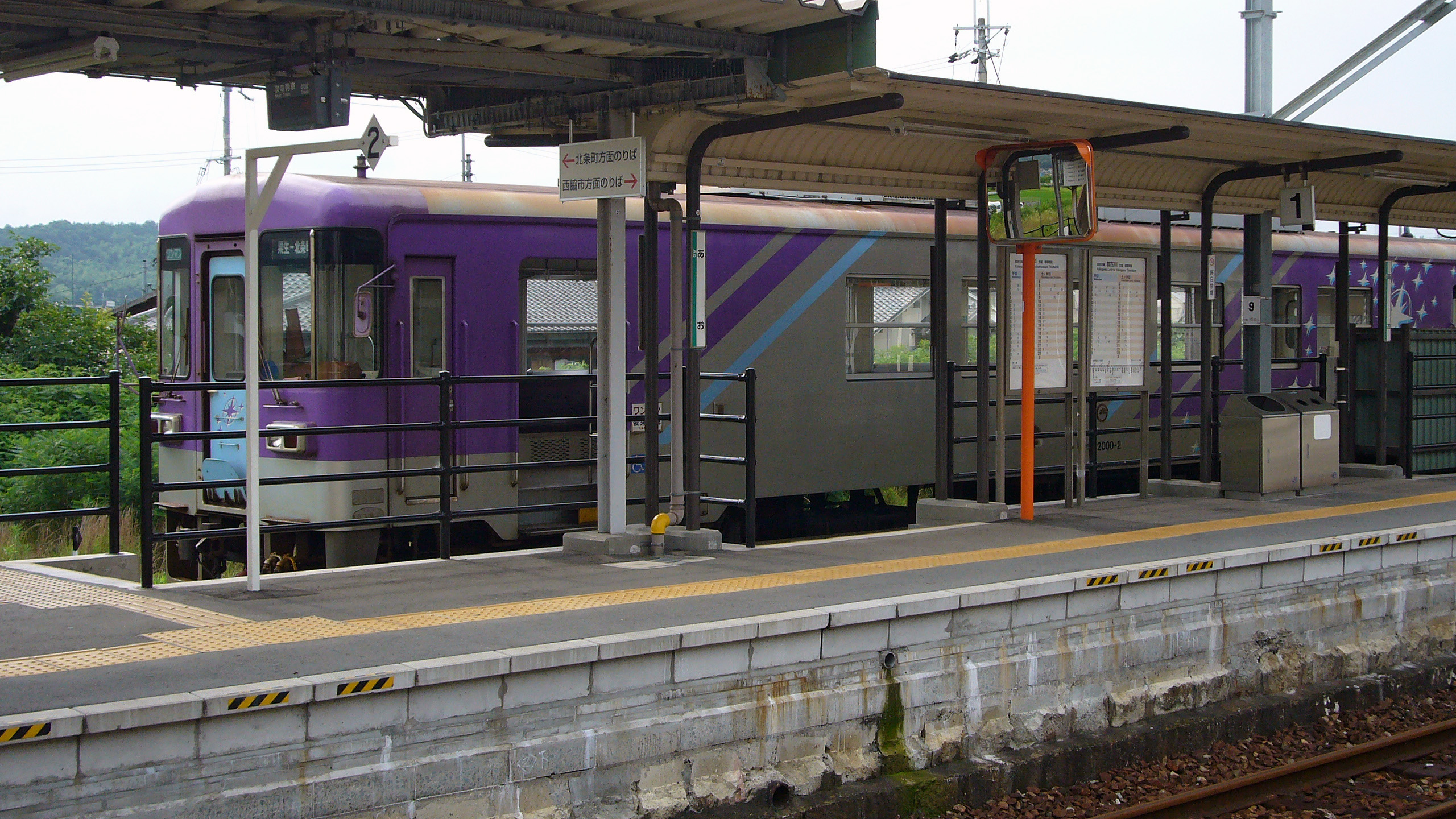
北条鉄道ホーム（2006年7月） JRホームが加古川線電化で嵩上げされたため段差が生じ、新たに柵と階段が設けられている。

## ダイヤ

### JR
日中時間帯は1時間に1本が停車する。平日の朝夕には当駅折り返しの設定がある。

### 北条鉄道
2022年3月12日ダイヤ改正より、21往復（平日のみ。土休日は17往復）となっている。

### 神戸電鉄
7・8・19時台は1時間に3本、6・20時台は1時間に2本、それ以外の時間帯は1時間に1本というダイヤ設定となっている。そして大半の列車は、有馬線・神戸高速線を通って新開地まで乗り入れる。(2022年3月12日 ダイヤ改正）

## 利用状況
近年の1日平均乗車人員は下表のとおりである。
| 年度   | 1日平均乗車人員 | 1日平均乗車人員 |
| 年度   | JR西日本        | 神戸電鉄        |
| ------ | --------------- | --------------- |
| 1996年 | 1,002           | 790             |
| 1997年 | 953             | 749             |
| 1998年 | 939             | 755             |
| 1999年 | 865             | 910             |
| 2000年 | 911             | 956             |
| 2001年 | 839             | 903             |
| 2002年 | 850             | 904             |
| 2003年 | 773             | 866             |
| 2004年 | 749             | 819             |
| 2005年 | 797             | 817             |
| 2006年 | 788             | 829             |
| 2007年 | 823             | 815             |
| 2008年 | 898             | 823             |
| 2009年 | 865             | 775             |
| 2010年 | 896             | 803             |
| 2011年 | 853             | 796             |
| 2012年 | 888             | 809             |
| 2013年 | 935             | 807             |
| 2014年 | 915             | 804             |
| 2015年 | 939             | 838             |
| 2016年 | 980             | 849             |
| 2017年 | 1,001           | 838             |
| 2018年 | 1,029           | 820             |
| 2019年 | 1,038           | 859             |
| 2020年 | 894             | 787             |
| 2021年 | 907             | 764             |
| 2022年 | 935             | 778             |
| 2023年 | 936             | 373             |

## 駅周辺
2009年（平成21年）に小野市によって駅前公園の整備が進められ、これに併せて駅舎も改築された。
- 小野市立あお陶遊館アルテ[24]
- けやき焙煎所
- 粟生こども園
- 河合郵便局
- 小野ダスキン
- パティスリーケイスケ[25]
- 近津神社
- 淡島神社
- 八柱神社
- 粟嶋神社
- 等覚寺
- 善教寺
- 兵庫県道349号市場多井田線

## バス路線
| 停留所名 | 運行事業者   | 路線名・系統・行先                                                                                                |
| -------- | ------------ | --- |
| 粟生駅前 | らんらんバス | 04番：西脇ルート（月曜・水曜・木曜・土曜運行）：ゆぴか（白雲谷温泉）・鍬渓温泉前 / イオン・北播磨総合医療センター |

## その他
- 当駅に乗り入れている全列車がワンマン運転である[注釈 2]。
- 当駅は、頴娃駅[Ei]、飯井駅[Ii]、小江駅[Oe]とともに、ヘボン式ローマ字表記で駅名が最短である。
- 前述の通り神戸電鉄には準急が運行されており、当駅は準急が停車する日本最西端の駅である[注釈 3]。

## 隣の駅
西日本旅客鉄道（JR西日本）
 加古川線
小野町駅 - 粟生駅 - 河合西駅
北条鉄道
北条線
粟生駅 - 網引駅
※隣の網引駅とは3.5kmあり、北条線で最も駅間が長い。
神戸電鉄
■粟生線
■準急・■普通
葉多駅 (KB58) - 粟生駅 (KB59)